# (11144) Radiocommunicata
(11144) Radiocommunicata (1997 CR1) – planetoida z pasa głównego asteroid okrążająca Słońce w ciągu 5 lat w średniej odległości 2,92 j.a. Odkryta 2 lutego 1997 roku.